# Universidad Militar Nueva Granada
La Universidad Militar Nueva Granada es una universidad pública colombiana del orden nacional con régimen orgánico especial, con sede principal en la ciudad de Bogotá. Fue fundada el 18 de julio de 1982 y es una de las universidades públicas insignia del país. Recibió la Acreditación Institucional por 8 años por parte del Consejo Nacional de Acreditación del Ministerio de Educación, siendo una de las pocas universidades en Colombia en recibir esta acreditación por 8 años y la segunda universidad pública en Bogotá con mayor acreditación, tras la Universidad Nacional.
A diferencia de otras universidades del país, que se rigen por la Ley 30 de 1992, la Universidad Militar Nueva Granada se rige por una normativa especial, la Ley 805 de 2003, la cual determina su funcionamiento y establece una conformación especial de su Consejo Superior.
Cuenta con 5 vicerrectorías, se divide académicamente en 8 facultades y su máximo organismo de gobierno es el Consejo Superior Universitario. Ofrece programas académicos en pregrado y posgrado: 24 programas profesionales, 5 tecnologías, 22 especializaciones, 49 especialidades médico-quirúrgicas; 12 maestrías, y 3 doctorados (Ingeniería, Ciencias Aplicadas y Bioética) en los campos de Medicina, Derecho, Ingeniería, Ciencias Económicas; Ciencias Básicas y Aplicadas, y Relaciones Internacionales, Estrategia y Seguridad.
Tiene una población de 10.421 estudiantes en pregrado presencial, 3.241 en pregrado en modalidad virtual, 397 en posgrados médicos, 69 en posgrados odontológicos, y 1.979 en otros posgrados. Su población estudiantil total es de 18.150.

## Historia
La Universidad tiene sus orígenes en 1962, cuando la Escuela Militar de Cadetes inició programas de educación en Economía, Derecho e Ingeniería Civil dirigidos a los miembros de la institución que tuvieran la categoría de alférez para complementar su educación a nivel profesional. Así mismo en 1978 en el Hospital Militar Central de la ciudad de Bogotá se crea la Escuela de Medicina y Ciencias de la Salud que comienza clases en 1979.
A pesar de estos antecedentes, la Universidad Militar solo se comienza a desarrollar como unidad administrativa especial siendo un centro universitario adscrito al Ministerio de Defensa en 1980. En estos momentos el centro universitario estaba bastante segregado y era dirigido desde la Escuela Militar de Cadetes, la Subdirección Administrativa se encontraba en la Escuela Militar de Medicina, y la Subdirección General se ubicaba en una casa fiscal ubicada al norte de Bogotá en el lugar que ocupa la sede "Calle 100" de la universidad. Solo hasta julio de 1982 se convierte en una universidad propiamente dicha. En enero de 1984 se traslada a su sede actual. 
Estuvo adscrita al Ministerio de Defensa hasta 2003. En 2011, pasó a adscribirse al Ministerio de Educación, y desde entonces es un ente autónomo del orden nacional con régimen orgánico especial. Continúa perteneciendo al Ministerio de Defensa porque su razón de ser no es otra que la de ofrecer estudios de formación al Sector Defensa y a todos sus miembros ya sean activos o retirados, al igual que a sus familias. Desde la década de 1980 permitió el acceso a particulares (personas civiles no adscritas o pertenecientes al Sector Defensa) y a la Policía Nacional. 
En julio de 2015 recibió la Acreditación Institucional por 6 años, entregada por la entonces ministra de educación Gina Parody, y en julio de 2022, renovó su Acreditación Institucional por 8 años, hasta el año 2030.

## Normatividad y funcionamiento

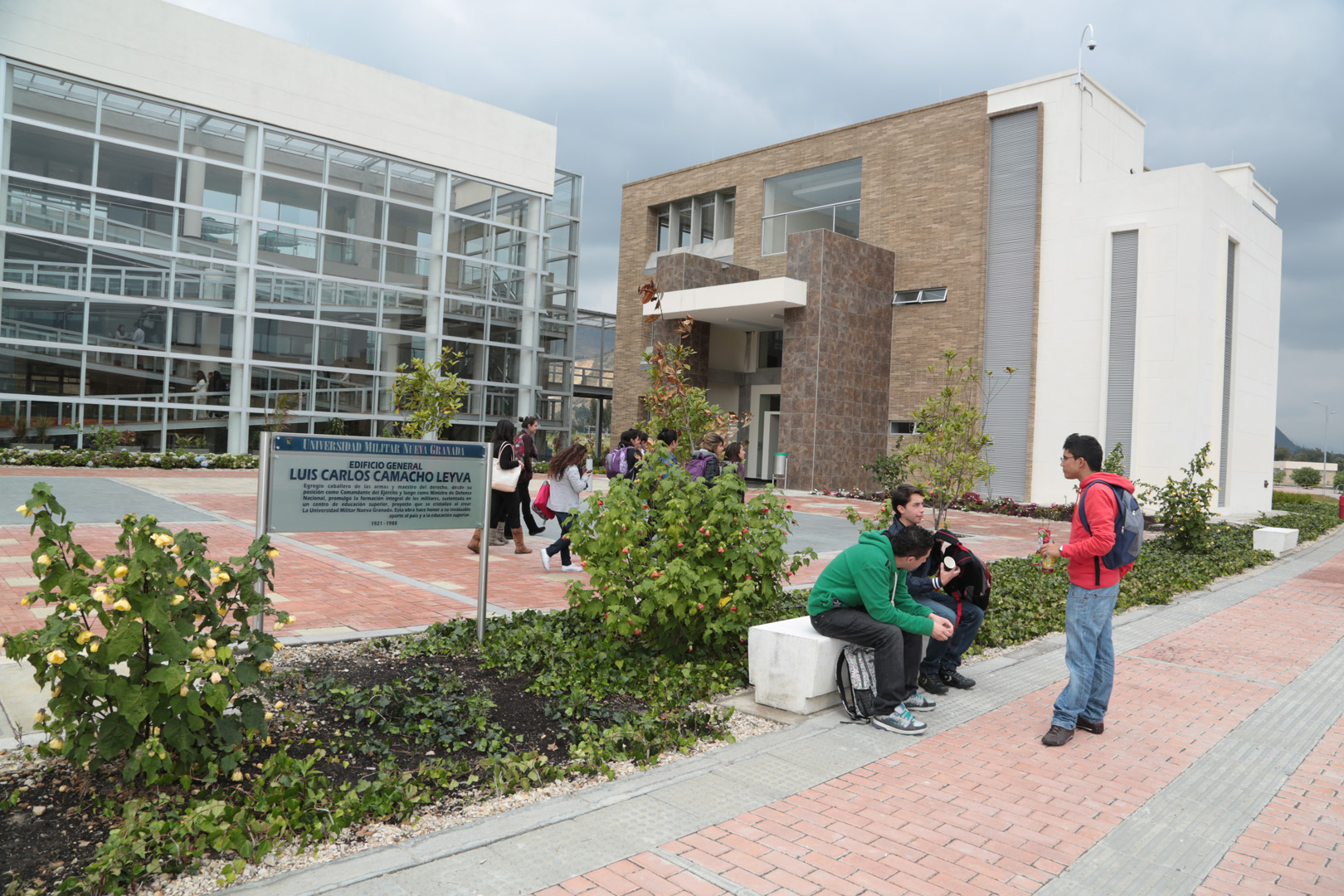
Edificio Luis Carlos Camacho Leyva en la Sede Campus Nueva Granada.

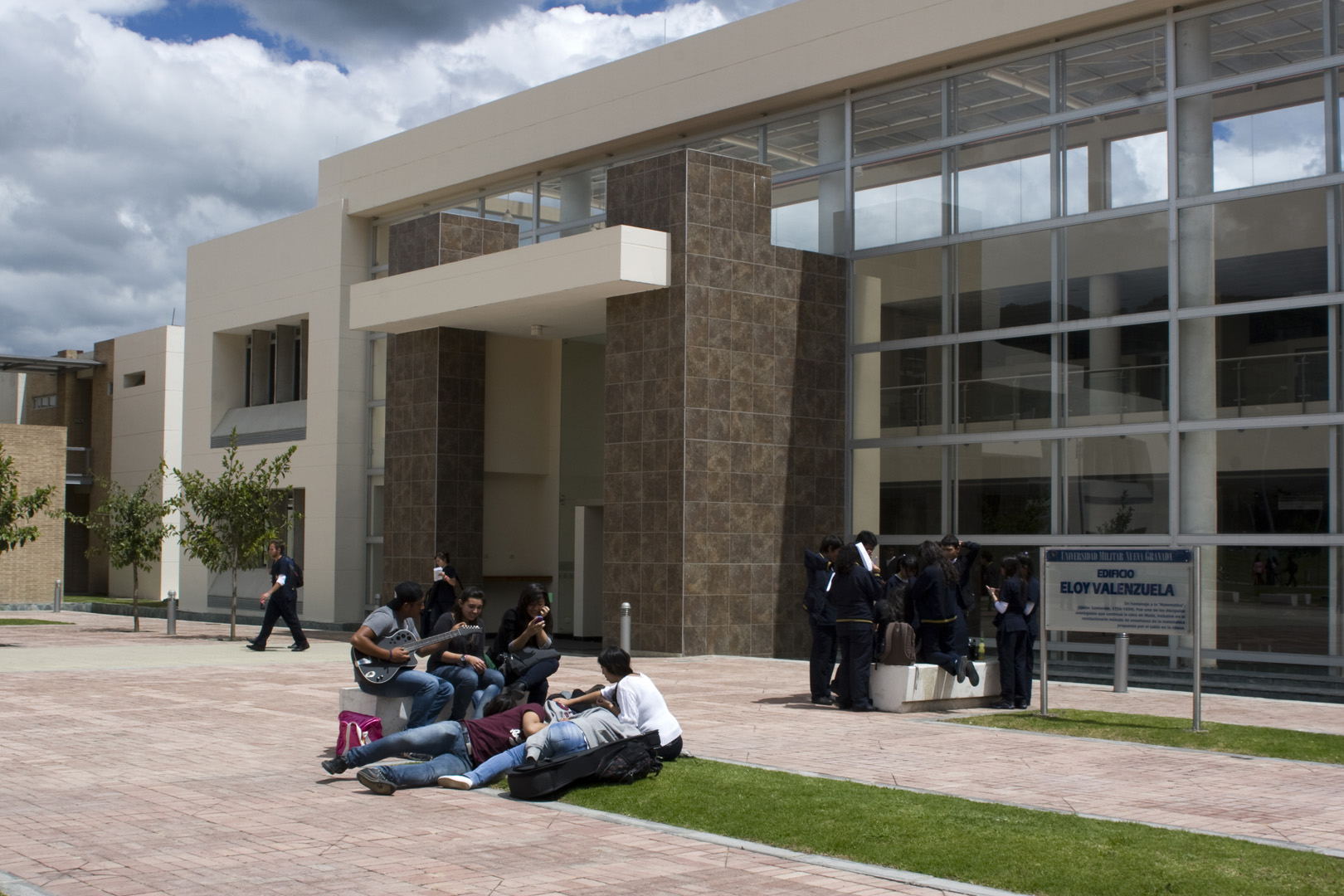
Edificio Eloy Valenzuela en la Sede Campus Nueva Granada.

La Universidad rige su funcionamiento sobre la base de la Ley 805 de 2003, la cual define su naturaleza, autonomía y fines. Es una entidad descentralizada, organizada como un ente universitario autónomo con régimen orgánico especial, vinculada al Ministerio de Educación en lo que tiene que ver con las políticas y a la planeación del sector educativo y en relación con el Sistema Nacional de Ciencia y Tecnología.
- Naturaleza: La Universidad Militar Nueva Granada es un ente universitario autónomo del orden nacional, con régimen orgánico especial, cuyo objeto principal es la educación superior y la investigación, dirigidas a elevar la preparación académica de los miembros de las Fuerzas Militares y de la Policía Nacional, en actividad o en retiro; los empleados civiles del sector defensa, los familiares de todos los anteriores, y los particulares que se vinculen a la universidad. Vinculado al Ministerio de Educación Nacional, en lo que a las políticas y a la planeación del sector educativo se refiere.

- Autonomía: En razón de su misión y de su régimen especial la Universidad Militar Nueva Granada, es una entidad jurídica con autonomía académica, administrativa y financiera, patrimonio independiente, con capacidad para gobernarse, designar sus propias autoridades, elaborar y manejar su presupuesto de acuerdo con las funciones que le correspondan y dictar sus normas y reglamentos conforme a la presente ley.

## Sedes
En la actualidad cuenta con 4 sedes: la «Sede Calle 100», ubicada en la calle 100 con carrera 11 en el norte de Bogotá, la «Sede Campus Nueva Granada» ubicada en el municipio de Cajicá, al norte de Bogotá, donde proyecta su expansión, la sede «Sede de Posgrados, Calle 94» ubicada en Calle 94A # 13-54 en el norte de Bogotá y, finalmente, la «Sede Facultad de Medicina», localizada junto al Hospital Militar Central en la Transversal 3 con Calle 49 en la Localidad de Chapinero.

### Sede Calle 100
Ubicada en el Norte de Bogotá en la carrera 11 con calle 100. Es la Sede principal de la universidad, y cuenta aproximadamente con 5.520 m² de aulas y auditorios, 2.213 m² de laboratorios y talleres, 1.912 m² de zonas de bienestar y 330 m² de biblioteca y hemeroteca, entre otros.

### Sede Campus Nueva Granada
Ubicada en el municipio de Cajicá, en el norte del Área Metropolitana de Bogotá. En 2005 la Universidad Militar Nueva Granada adquirió un lote contiguo a la Hacienda Riogrande; áreas destinadas a la construcción de un campus universitario. Con 78 hectáreas se espera que este campus se convierta en el tercero más grande de Latinoamérica.
Además de los edificios administrativos y de las facultades que cuentan con auditorios propios, sala de internet, aulas y cafeterías, se contempla la ejecución de edificaciones especiales que se integren a la labor educativa de la universidad de acuerdo a los requerimientos de cada programa y a las preferencias de cada estudiante. Entre estos edificios se encuentran: casa de oración, centro de atención a la comunidad, sede social, aula máxima, polideportivo y gimnasio, complejo acuático, concha acústica, estadio de futbol y circuito atlético, centro comercial, guardería y jardín infantil, casa de huéspedes, invernaderos, biblioteca, IMA (Instituto Militar Aeronáutico), cancha de softball, planta de tratamiento de aguas residuales, planta de tratamiento de aguas subterráneas, planta de tratamiento de residuos sólidos, planta de tratamiento de aguas del río Bogotá, planta eléctrica, etc.
Actualmente, el proyecto Campus Nueva Granada cuenta con cerca de 9.881 m² de aulas y auditorios, 16.825 m² de laboratorios e invernaderos, 18.824 m² de zonas de bienestar y 571 m² de biblioteca.

### Sede de Posgrados, Calle 94
Se trata de la sede más nueva de la universidad, está ubicada en la Localidad de Chapinero, en la Calle 94A # 13-54, y en ella se ofrecen diversos posgrados.

### Sede Facultad de Medicina
Ubicada en la Localidad de Chapinero, al costado del Hospital Militar Central en la Transversal 5.ª. No 49-00. Esta sede cuenta con cerca de 1.299 m² de aulas y auditorios, 1.290 m² de laboratorios, 1.358 m² de zonas de bienestar y 333 m² de biblioteca, entre otros.

## Programas Académicos
La Universidad Militar Nueva Granada ofrece 29 programas de pregrado presenciales, 6 pregrados a distancia, 50 especializaciones médico-quirúrgicas, 27 especializaciones no médicas, 17 maestrías y 3 doctorados. También cuenta con 120 cursos de extensión, 21 diplomados, 368 convenios vigentes, 104 cursos de idiomas presenciales, 16 cursos de idiomas a distancia.

## Investigación
La investigación, como dimensión misional, se desarrolla en áreas como la biomedicina y la biotecnología, así como en los campos de las ciencias económicas, básicas y aplicadas, las humanidades, la educación, la salud, las relaciones internacionales, la estrategia, la seguridad, la ingeniería y el derecho.
La UMNG cuenta actualmente con 1 vicerrectoria de investigaciones, 8 centros de investigación y 62 grupos de investigación reconocidos por Colciencias, que encuentran apoyó en 25.758 títulos de consulta, 48.619 volúmenes disponibles en las tres sedes, 152.801 libros electrónicos, 122 revistas físicas en suscripción, 23 revistas electrónicas en suscripción, 873 títulos de revistas, 18 periódicos en suscripción, 31 bases virtuales en suscripción, un Repositorio Documental UMNG, 163 libros y documentos institucionales.

## Símbolos

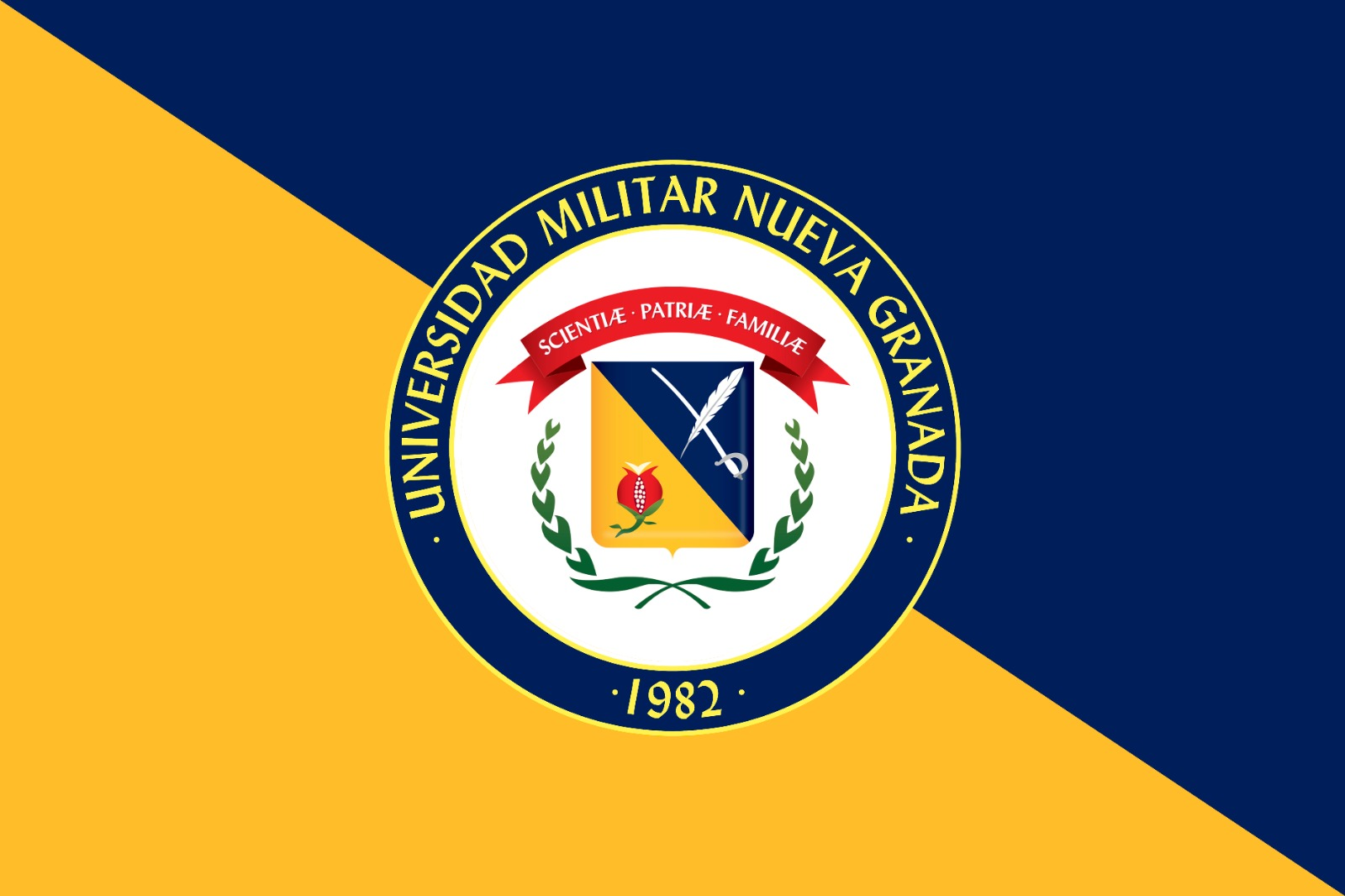
Bandera de la Universidad

### Escudo
Es un escudo tronchado que cuenta con cantón azul que busca representar “La serenidad, la paciencia y el servicio”. En el centro este se ubica una espada que representa "fortaleza, rectitud y orden". Superpuesta a la espada se encuentra una pluma en argén que representa “sabiduría y justicia”; de modo que son símbolos complementarios ya que el conocimiento está por encima de la fuerza, pero por medio de la disciplina se alcanza la virtud. El cantón en oro quiere decir “Fortaleza, fe, sabiduría, pureza y constancia”, en su centro se encuentra una granada símbolo tradicional abundancia y la riqueza (símbolo que también se encuentra en el escudo de Colombia) y otros escudos latinoamericanos; en la cimera del escudo está una cinta de color gules, que dice “Universidad Militar Nueva Granada” y debajo de este epígrade con letras de oro el lema “Scientiæ, patriæ, familiæ” que significa ciencia, patria y familia. Rodeando al escudo se encuentran dos laureles verdes entrecruzados símbolos tradicionales de la victoria y la paz.

### Bandera
Es una bandera rectangular que preside los actos de la Universidad. Sus colores son: Ocre y Azul, que tienen el mismo significado descrito para el Escudo; cuenta con bordeado en oro; y tiene como carga en su centro el escudo institucional.

### Himno
El himno de la Universidad Militar fue creado en 1982. La letra es obra de José Manuel Fula Torres, y la música fue compuesta por Luis Vicente Rojas.

## Distinciones
La Universidad Militar Nueva Granada otorga dos clases de distinciones, en la categoría de alumnos y en la categoría de personal docente y visitantes ilustres, queriendo de esta manera destacar de un lado a aquellos estudiantes que se han destacado en su etapa de formación, obteniendo los más altos puntajes y, a quienes han elaborado de manera sobresaliente su trabajo de grado a nivel de pregrado y maestría, o tesis a nivel de doctorado. Del otro lado, las distinciones a personal docente y visitantes ilustres, se otorgan a quienes por sus méritos dentro o fuera de la institución, han realizado aportes significativos en su campo de actuación, como el científico colombiano Manuel Elkin Patarroyo, quién el 24 de abril de 2012 recibió la Moneda Institucional de manos del vicerrector, el general Alberto Bravo Silval. El 23 de julio de 2013, y con motivo de la celebración de sus 100 años, le fue otorgada la Medalla al Mérito Universitario en la categoría Gran Cruz al Hospital Universitario de San Vicente.

### Distinciones a la comunidad neogranadina
1. Matrícula de Honor.
2. Mención de Honor.
3. Trabajo de Grado Meritorio.
4. Diploma con distinción académica.

### Distinciones externas
1. Moneda Institucional
2. Medalla al Mérito Universitario
3. Medalla al Mérito Universitario en la categoría Gran Cruz

## Publicaciones y Medios de comunicación

### Medios impresos y digitales
Con el objetivo de ampliar y diversificar el acceso al conocimiento, la UMNG posee sus propias publicaciones, como el periódico El Neogranadino, además de sus propios libros y revistas indexadas que pone al alcance del público. Además la universidad militar posee su propia emisora que transmite vía Internet para el acceso público.

#### A mover el camello
La Universidad Militar Nueva Granada, emite todos los viernes a las 7:30 p. m. el programa institucional “A Mover el Camello”, un espacio de 30 minutos en Canal Institucional, que cuenta con la participación del señor rector, vicerrectores, decanos, y los estudiantes informando acerca de las novedades y acontecimientos de la actividad académica de la comunidad neogranadina.

#### Perfiles
Perfiles es el nuevo programa de televisión de la institución, y está diseñado para generar espacios de diálogo con las personas que conforman la comunidad neogranadina. Se emite a través del Canal Universitario de Colombia: Zoom TV, todos los miércoles a las 7:30 de la noche.